# Пісняр горихвістковий
Пісняр горихвістковий (Setophaga ruticilla) — птах, представник родини піснярових, або американських славок — невеликих барвистих співочих птахів Нового світу.

## Систематика
Вперше описаний Карлом Ліннеєм у 1758 в десятому виданні його відомої «Системи природи» як Motacilla ruticilla.

## Будова

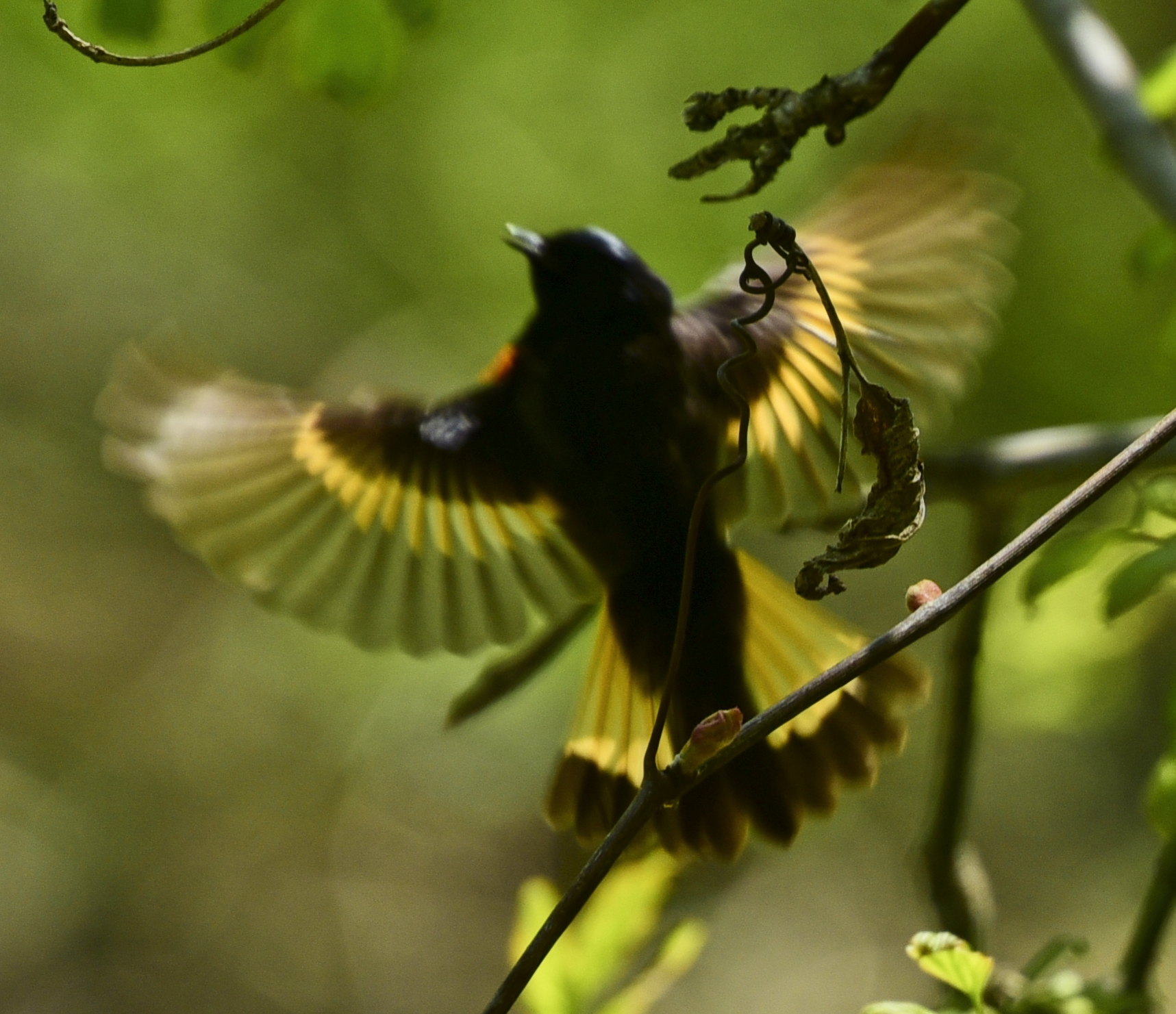
Пісняр горихвістковий у польоті

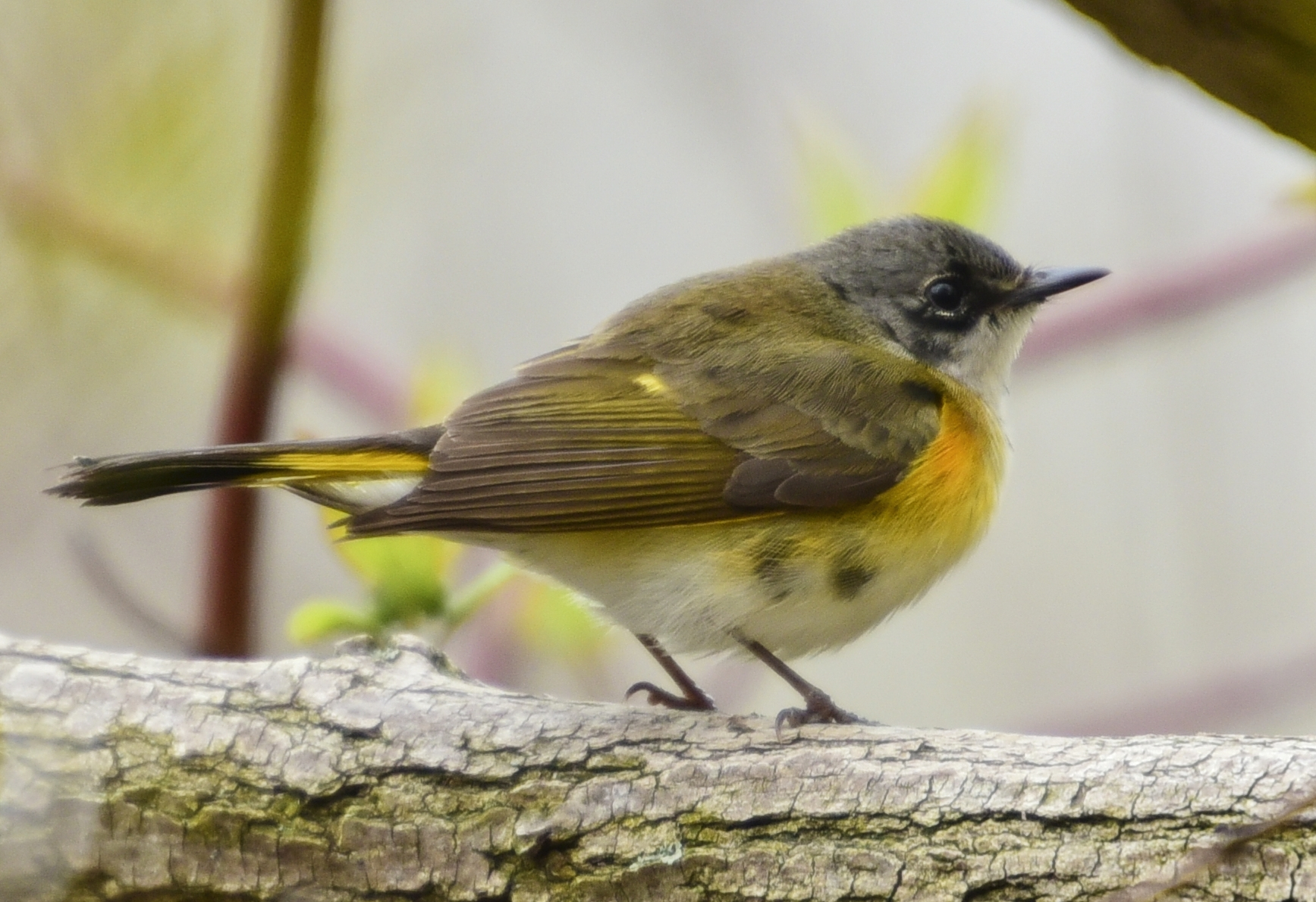
Самець у перше літо має чорні плямки

Довжина тіла 11–13,5 см. Верх, горло і груди у самців чорні, низ живота білий. На крилах, по боках і по краях хвоста — широкі жовтогарячі плями. Самиці зазвичай світліші, з сірою головою, білим низом і жовтими плямами на тулубі, крилах і хвості. Тон верху коричнево-оливковий. Молоді самці у перше літо подібні кольором до самиць, лиш мають невеликі чорні плямки на тулубі, крилах та голові і бічна пляма на тулубі більш помаранчева.

## Поширення і екологія
Поширені у помірній кліматичній зоні пінічноамериканського континенту більше на сході і півночі і трохи менше на заході Сполучених Штатів та більшій частині Канади крім північних районів. На зиму мігрує до Центральної і північної частини Південної Америки. Бували спорадичні випадки зальоту до Європи.
Звичайно можна побачити у середньому та нижньому ярусах листяних лісів, на узліссях і у ніпіввідкритих ландшафтах, за винятком сільгоспугідь. Мігруючи, появляється в парках і садках передмість. Як і інші піснярові, живляться в основному гусінню та комахами, — або збираючи їх з листя, або ловлячи на льоту. Доволі активний птах, часто розпускає і складає хвоста, демонструючи помаранчеві плями.